# Rio Rancho
Rio Rancho je město v okresu Sandoval County ve státě Nové Mexiko ve Spojených státech amerických. V Sandoval County jde o největší a zároveň nejlidnatější město. Zároveň jde o třetí nejlidnatější město v Novém Mexiku po městech Albuquerque a Las Cruces. Od města Albuquerque se Rio Rancho nachází asi 20 kilometrů severně, přičemž v průběhu 20. století se město fakticky stalo předměstím Albuquerque. Malá část města se nachází v Bernalillo County.
K roku 2020 zde žilo 104 046 obyvatel. S celkovou rozlohou 268 km² byla hustota zalidnění 389 obyvatel na km². Rio Rancho zažilo od roku 1980 rapidní nárůst obyvatel, když ještě v tomto roce v Rio Rancho žilo pouhých 9 985 obyvatel, v roce 2000 již 51 765 a k roku 2020 již počet obyvatel překročil hranici 100 tisíc. Největší zaměstnavatelem ve městě je společnost Intel. Město se nachází v oblasti s aridním podnebím.